# 科蒙府邸
科蒙府邸（Hôtel de Caumont）是法国阿维尼翁的一座历史建筑，位于紫色街（Rue Violette）5号。它始建于1720年，建筑师让-巴蒂斯特·法兰克（Jean-Baptiste Franque）。1751年由他的儿子弗朗索瓦完成。1878年由沃克吕兹省议会收购，分配给师范学校和宪兵。
该建筑为法兰克的代表作。